# Осма египатска династија
Осма египатска династија заједно са Седмом, Деветом, Десетом и Једанаестом (само у Теби) се често сврстава под назив Први прелазни период Египта.
Седма и Осма династија представљају конфузан период египатске историје и чини их слабо позната лоза фараона. Разлика између династија се темељи на претпоставцида одсуство девет краљева у Торинском канону раздваја ове две династије.

## Фараони Осме династије
Фараони осме династије су:
- Неферкара Пеписнеб
- Снеферка Ану
- Какаура
- Неферкаура
- Неферкаухор Ху Хепу (Neferkauhor Khu Hepu)
- Нефериркара